# Посол США в ЕС
Посол США в Евросоюзе — глава миссии США при ЕС. Официальное название должности — Представитель Соединённых Штатов Америки в Европейском союзе в ранге и статусе Чрезвычайного и Полномочного Посла.

## История
В феврале 2017 года в прессе появилось сообщение о том, что очередным послом США в ЕС может стать Тед Маллок. Это новое потенциальное назначение президента США Дональда Трампа вызвало необычайно сильное неодобрение со стороны политиков Евросоюза.

## Список послов США в ЕС
| Посол                    | Фото | Штат                      | Начало миссии    | Окончание миссии | Примечания    |
| ------------------------ | ---- | ------------------------- | ---------------- | ---------------- | ------------- |
| Уильям Уолтон Баттерворт |      | Луизиана                  | 10 августа 1961  | 25 октября 1962  | [ 3 ]         |
| Джон Татхилл             |      | Иллинойс                  | 23 октября 1962  | 7 июня 1966      | [ 4 ]         |
| Дж. Роберт Шатцель       |      | Иллинойс                  | 16 сентября 1966 | 25 октября 1972  | [ 5 ]         |
| Джозеф А. Гринвальд      |      | Иллинойс                  | 12 октября 1972  | 28 января 1976   | [ 6 ]         |
| Дин Хинтон               |      | Иллинойс                  | 29 января 1976   | 3 декабря 1979   | [ 7 ]         |
| Томас Эндерс             |      | Коннектикут               | 6 ноября 1979    | 27 мая 1981      | [ 8 ]         |
| Джордж Вест              |      | Мэриленд                  | 20 сентября 1981 | 27 февраля 1985  | [ 9 ]         |
| Дж. Уильям Миддендорф    |      | Коннектикут               | 12 июля 1985     | 1 февраля 1987   | [ 10 ]        |
| Альфред Хью Кингон       |      | Нью-Йорк                  | 27 марта 1987    | 23 июня 1989     | [ 11 ]        |
| Томас Найлз              |      | Вашингтон, округ Колумбия | 23 июня 1989     | 26 августа 1991  | [ 12 ]        |
| Джеймс Доббинс           |      | Нью-Йорк                  | 9 октября 1991   | 31 июля 1993     | [ 13 ]        |
| Стюарт Айзенштадт        |      | Вашингтон, округ Колумбия | 2 августа 1993   | апрель 1996      | [ 14 ]        |
| А. Вернон Уивер          |      | Арканзас                  | 2 июля 1996      | 28 февраля 1999  | [ 15 ]        |
| Ричард Морнингстар       |      | Вашингтон, округ Колумбия | 7 июля 1999      | 21 сентября 2001 | [ 16 ]        |
| Рокуэлл Шнабель          |      | Калифорния                | 1 октября 2001   | 18 июня 2005     | [ 17 ] [ 18 ] |
| К. Бойден Грей           |      | Калифорния                | 17 января 2006   | 31 декабря 2007  | [ 19 ] [ 20 ] |
| Кристен Силверберг       |      | Техас                     | 2 мая 2008       | 18 января 2009   | [ 21 ] [ 22 ] |
| Уильям Кеннард           |      | Вашингтон, округ Колумбия | 23 ноября 2009   | 29 июля 2013     | [ 23 ]        |
| Энтони Л. Гарднер        |      | Нью-Йорк                  | 13 февраля 2014  | 20 января 2017   | [ 24 ]        |
| Гордон Сондлэнд          |      | Вашингтон                 | 9 июля 2018      |                  | [ 25 ]        |